# Tinadendron noumeanum
 (mars 2025).
Espèce
Statut de conservation UICN

CR : 
En danger critique
Tinadendron noumeanum est une espèce de plantes de la famille des rubiacées, endémique à la Nouvelle-Calédonie.

## Description

### Aspect général
L'espèce se présente comme un arbre ou un arbuste.

### Feuilles
Les feuilles sont pétiolées, insérées les unes en face des autres à une même hauteur, avec des stipules assez coriaces. Des domaties sont présentes à l'aisselle des nervures.

### Fleurs
Les inflorescences donnent des fleurs sessiles. Les mâles et les femelles ont une apparence similaire.

### Fruits
Les fruits mesurent quelques millimètres. Ellipsoïdes, ils ont l'aspect d'une drupe verte qui devient progressivement brune.
Les graines, cylindriques, sont brun clair. Leur forme est allongée, atténuée aux extrémités.

## Reproduction
L'espèce est dioïque.

## Répartition
L'espèce est endémique à la Nouvelle-Calédonie. Les individus ne sont présents que dans la zone nouméenne, en particulier dans le quartier de Tina.
L'espèce ayant souffert de l'intense urbanisation de Nouméa, elle est à ce jour sur la liste rouge de l'UICN en tant qu'espèce en danger critique d'extinction. En 2007, il ne restait que 20 individus matures à l'état naturel.